# Jules Lefebvre
Jules Joseph Lefebvre [žyl žozef lefebyr] (14. března 1834 Tournan-en-Brie, département Seine-et-Marne – 24. února 1912 Paříž) byl francouzský malíř, teoretik umění a pedagog na Julianově akademii v Paříži. Specializoval se na portréty a akty.
Byl synem pekaře. Otec ho v roce 1852 poslal studovat malbu do Paříže. Tam Lefebvre rok studoval u Léona Cognieta, pak přešel na renomovanou École nationale supérieure des beaux-arts. V roce 1855 vystavil svá díla poprvé na Pařížském salonu. Po ukončení studia odcestoval do Itálie, kde po několika neúspěšných pokusech získal v roce 1861 Římskou cenu historickým obrazem Smrt Priama.
Během pobytu v Římě intenzivně studoval manýristické malíře, zejména Andreu del Sarta, jímž byl velmi ovlivněn a jehož díla kopíroval. V této době také vznikl jeho první akt. Zaslal dva své obrazy do Pařížského salonu v letech 1864 a 1866, ale kritici je odmítli. Když v témže roce zemřeli jeho rodiče a jedna z jeho sester, vedlo to u něho k hluboké depresi a změně jeho života.
Později se vrátil do Paříže a přehodnotil svůj dosavadní styl, zaměřil se více na realistické znázornění svých témat. V roce 1868 vystavil v Salonu svůj druhý akt, který byl přijat mnohem lépe. O dva roky později měl první velký úspěch s obrazem Pravda, a díky tomu byl vyznamenán Řádem čestné legie. Ve stejném roce nastoupil na místo učitele na Julianově akademii.
V následujících letech zdokonalil svou techniku a soustředil se výhradně na portréty a akty. V letech 1855 až 1898 vystavil v Pařížském salonu celkem 72 děl, většinou obrazy žen. Mezi jeho modely patřila jeho dcera Yvonne, Napoleon Evžen Ludvík Bonaparte a spisovatel Alexandre Dumas mladší, který v roce 1892 koupil obraz Ženský akt (Femme Nue) za 25 000 franků.
V době, kdy Jules Lefebvre po dlouhé nemoci umíral, již jeho akademický měšťanský styl zcela vyšel z módy. Proto nebývá připomínán ani tak jako samostatný tvůrčí umělec, jako spíše v roli úspěšného a oblíbeného pedagoga, který mimo jiné vychoval celou generaci amerických malířů, přijíždějících koncem 19. století do Paříže za uměleckým školením.

## Vybraní studenti
- Frank Weston Benson (1862–1951)
- Elizabeth Jane Gardner Bouguereau (1837–1922)
- Charles Courtney Curran (1861–1942)
- Ralph Wormeley Curtis (1854–1922)
- Gaston Darbour (1869–1941)
- Childe Hassam (1859–1935)
- George Hitchcock (1850–1913)
- Louis Aston Knight (1873–1948)
- Fernand Khnopff (1858–1921)
- Anna Elizabeth Klumpke (1856–1942)
- Arnold Lyongrün (1871–1935)
- Frederick MacMonnies (1863–1937)
- Gari Melchers (1860–1932)
- Willard Leroy Metcalf (1858–1925)
- Thomas Corsan Morton (1859–1928)
- Elizabeth Nourse (1859–1938)
- Robert Reid (1862–1929)
- Guy Rose (1867–1925)
- Joseph Henry Sharp (1859–1953)
- Edmund Charles Tarbell (1862–1938)
- Lesser Ury (1861–1931)
- Hugo Vogel (1855–1934)
- Léon Richet (1847–1907)

## Vybraná díla

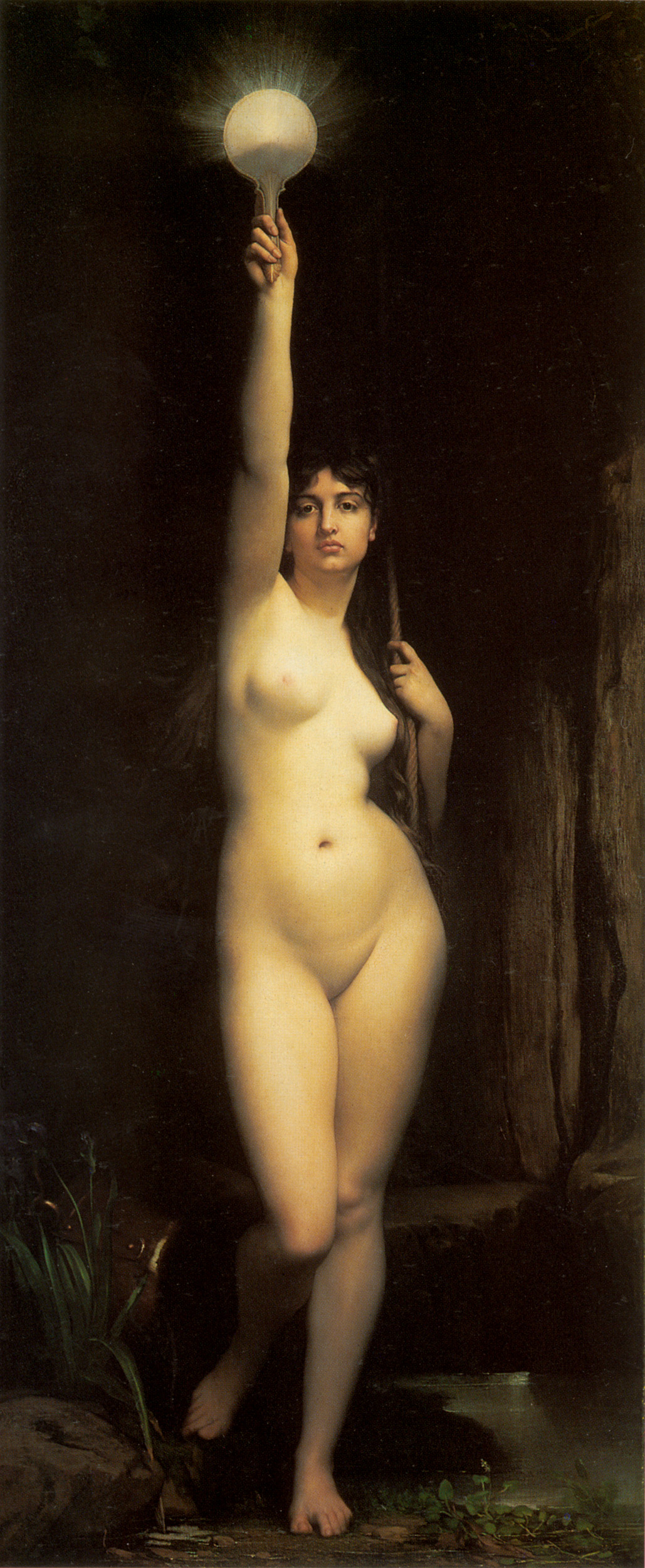
Pravda (1870), Muzeum Orsay
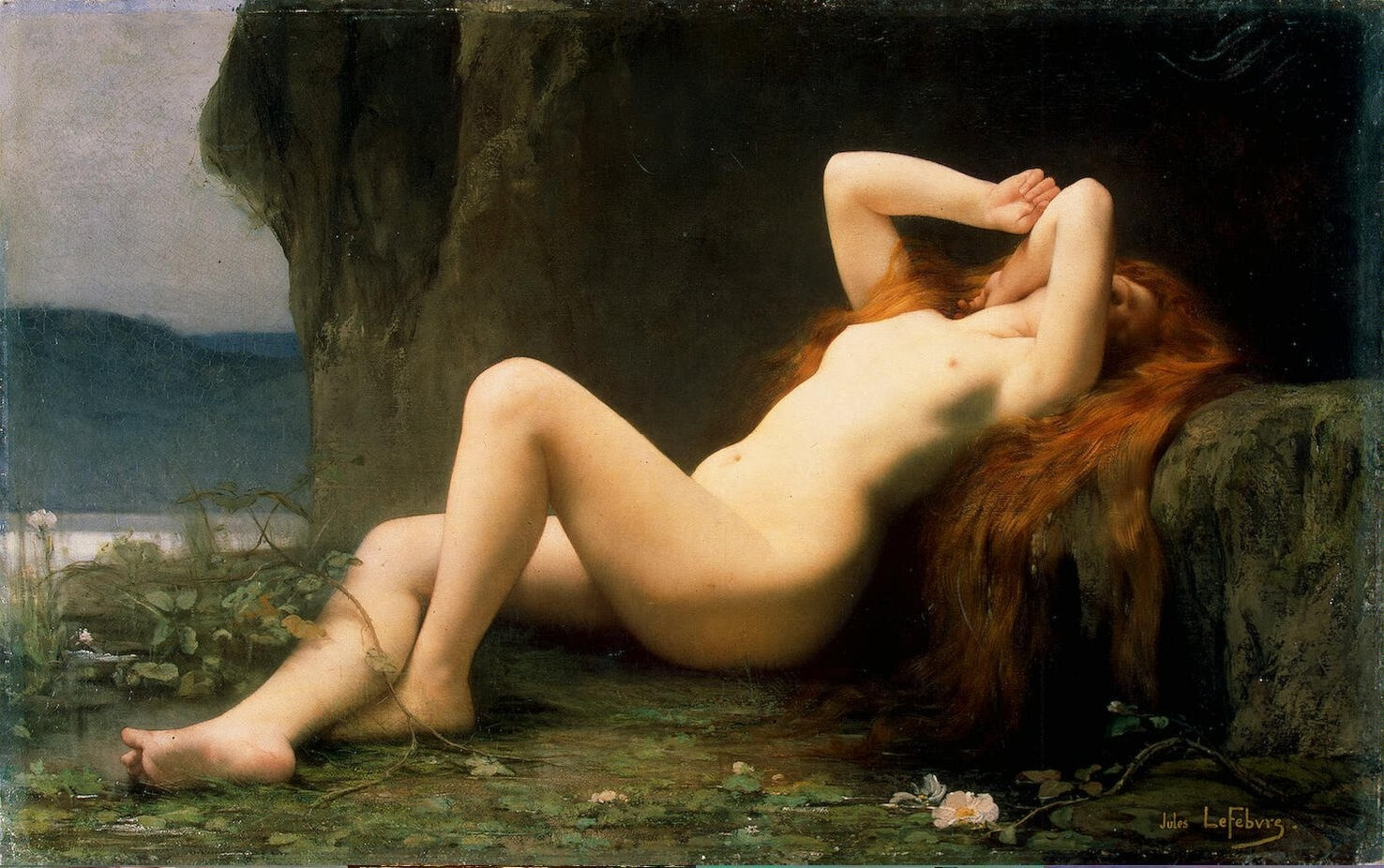
Marie Magdaléna v jeskyni (1876), Ermitáž
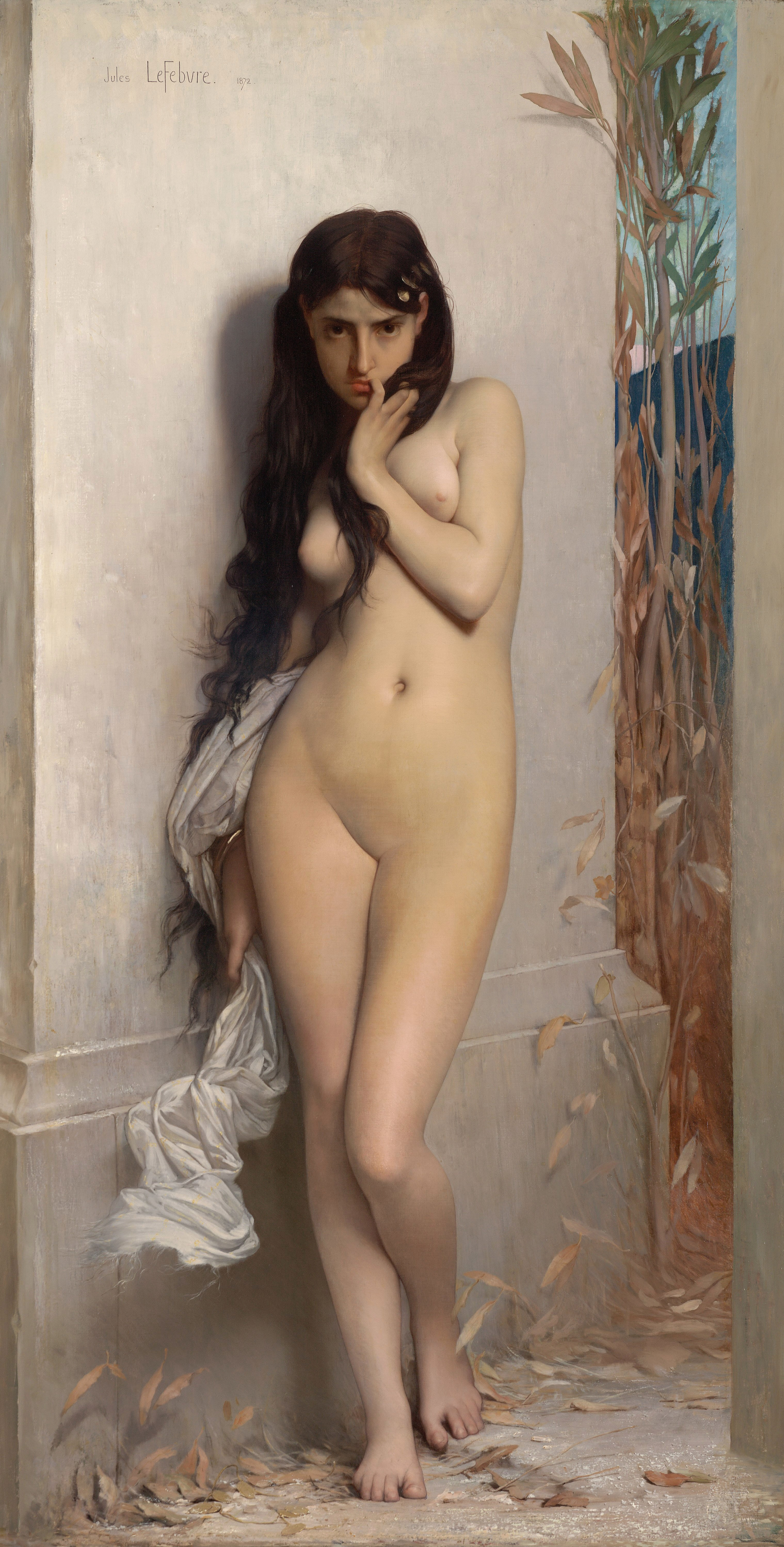
Cikáda (1872), Národní galerie Victoria
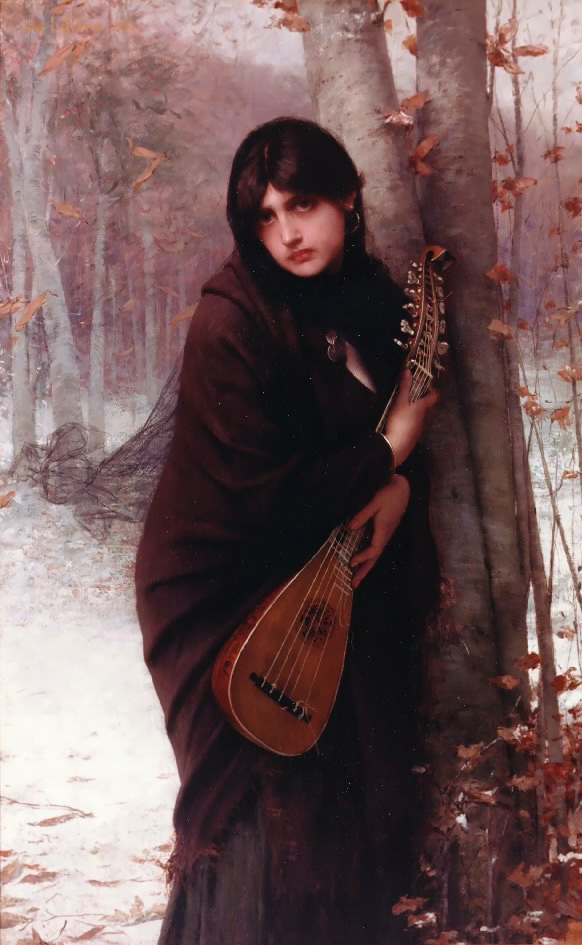
Dívka s mandolínou, Sbírka Freda a Sherry Rossových
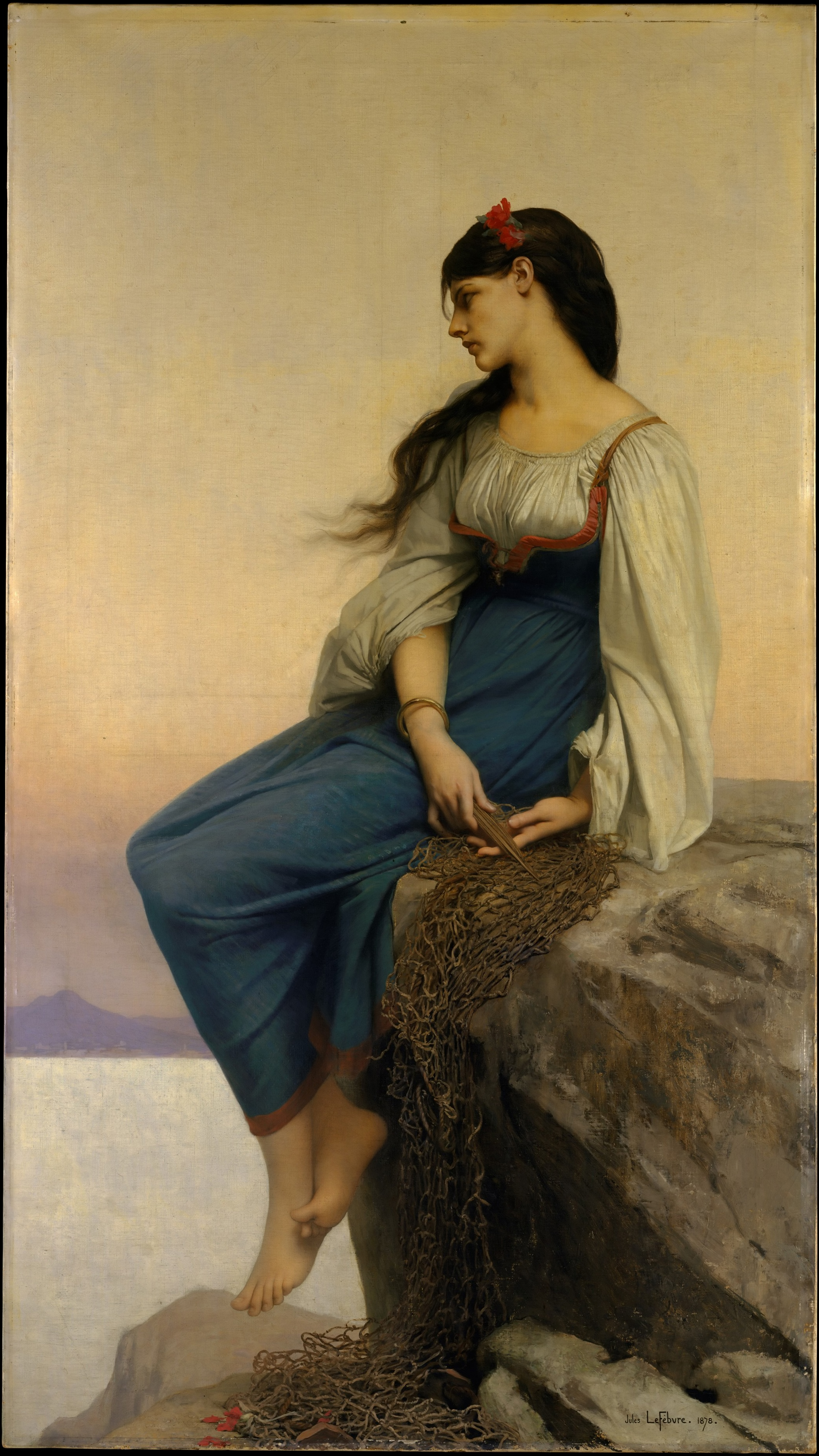
Graziella (1878), Metropolitní muzeum umění
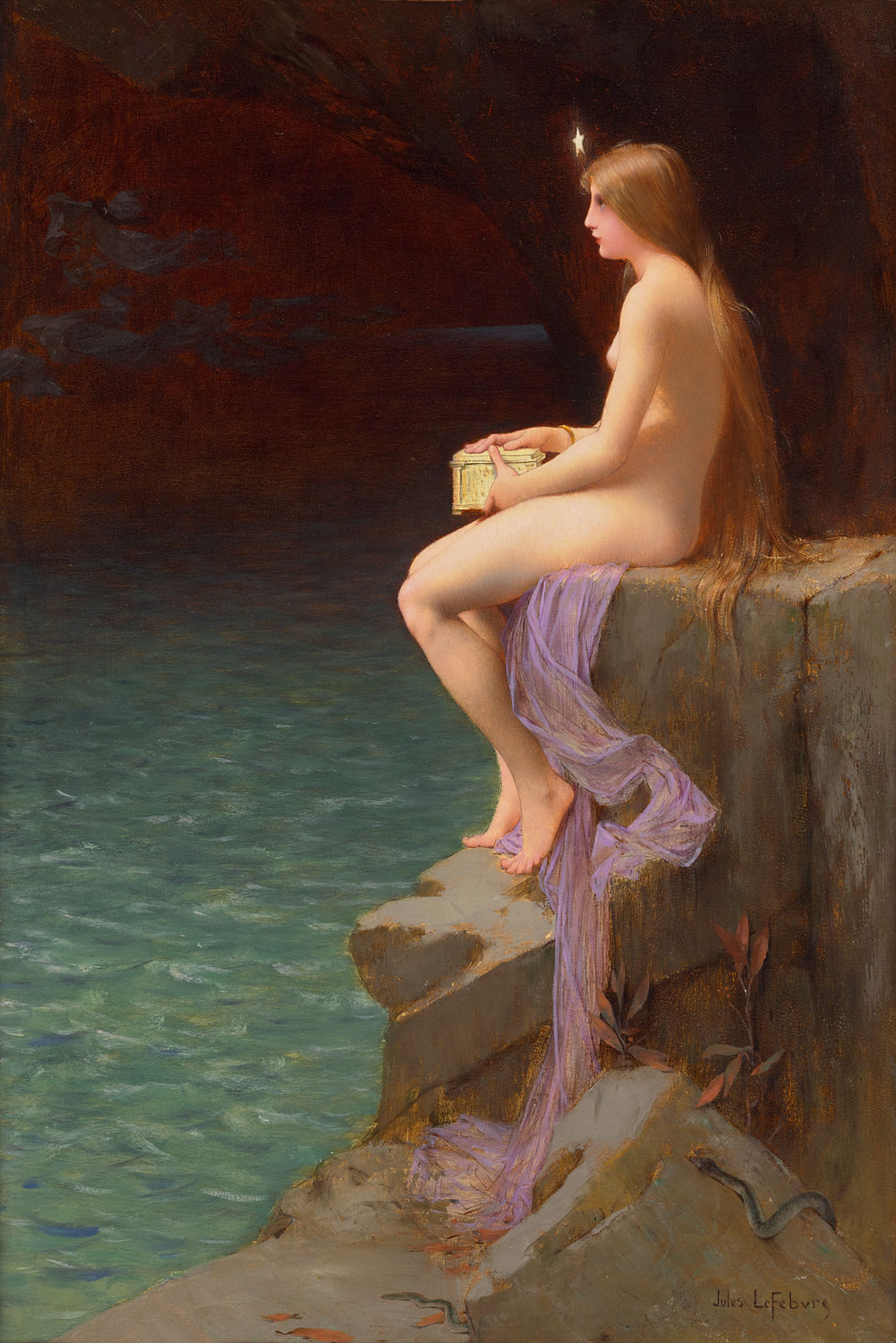
Psyché, (1883)